# Kenneth Collins
Kenneth Collins (n. 12 august 1939, Hamilton⁠(d), Scoția, Regatul Unit) este un om politic britanic, membru al Parlamentului European în perioadele 1979-1984, 1984-1989, 1989-1994 și 1994-1999 din partea Regatului Unit.
1. ↑  Deputații în Parlamentul European